# Nikolai Alekseyevich Ostrovsky
Mykola Oleksiyovych Ostrovskyi (tiếng Ukraina: Микола Олексійович Островський), hay Nikolai Alekseyevich Ostrovsky (tiếng Nga: Николай Алексеевич Островский) là một nhà văn quân đội nổi tiếng Liên Xô.

## Tiểu sử và sự nghiệp
Mykola Oleksiyovych Ostrovskyi (29/09/1904-22/12/1936) sinh ra tại làng Vilia gần Ostrokh thuộc Governorat, tỉnh Volhynia - Ukraina, trong một gia đình công nhân. Ông học tại một trường ở thành phố cho đến năm lên 9 và là một học sinh ưu tú. Năm 1914, gia đình ông chuyển đến thị trấn đường sắt của Shepetivka nơi Ostrovsky bắt đầu làm việc trong các bếp ăn tại các nhà ga đường sắt, ông đã từng làm thợ mộc trước khi trở thành người chụm lò và sau đó là thợ điện ở nhà máy điện địa phương. Năm 1917, ở tuổi mười ba, ông trở thành một thành viên đảng Bolshevik năng nổ. Cùng thời gian đó, ông đã xuất hiện những triệu chứng bệnh tật mà sau này là bại liệt và mù.
Khi quân Đức chiếm đóng thành phố vào mùa xuân năm 1918, Ostrovsky là liên lạc cho các thành viên ngầm của đảng Bolshevik ở địa phương. Tháng 8 năm 1918 ông gia nhập Hồng quân. Ông phục vụ trong đội kỵ binh Kotovsky. Năm 1920, ông được báo cáo bị thương gần Lviv và bị bệnh sốt phát ban. Ông trở lại quân đội một lần nữa rồi bị thương trước khi được đưa về cơ sở y tế. Tuy nhiên, trong cuốn tự truyện được viết của mình, ông không đề cập đến rằng ông đã phục vụ trong Hồng quân.
Năm 1921, ông bắt đầu làm việc tại xưởng sắt của Kiev. Tại đó, ông là một thợ điện và kiêm chỉ huy lực lượng dân quân địa phương.
Bị bệnh thấp khớp và sốt phát ban, tháng 8 năm 1922, ông đã được gửi đến Berdyansk, một khu điều dưỡng trên biển Azov, để chữa trị. Tháng 10 năm 1922, ông đã được cho nghỉ, tuy nhiên ông vẫn tiếp tục làm việc. Năm 1923 ông được bổ nhiệm làm Chính ủy Tiểu đoàn 2 của Hồng quân và đứng đầu lực lượng dân quân vùng Berezdov ở miền tây Ukraine. Trong tháng 1 năm 1924, ông đến Iziaslav và trở thành người chủ tịch huyện Komsomol và tháng 8 năm 1924 ông gia nhập Đảng Cộng sản. Năm 1925, sức khỏe ông suy giảm nhanh chóng, ông buộc phải đến Kharkiv để điều trị y tế và tháng 5 năm 1926 ông chuyển sang một khu điều dưỡng khác ở Crimea. Tháng 12 năm 1926, ông bắt đầu không thể đi lại và hầu như nằm liệt giường. Trong tháng 12 năm 1927, Ostrovsky theo học tại Đại học Sverdlov Cộng sản ở Moskva hoàn thành vào tháng 6 năm 1929. Tháng 8, ông không thể nhìn được nữa.

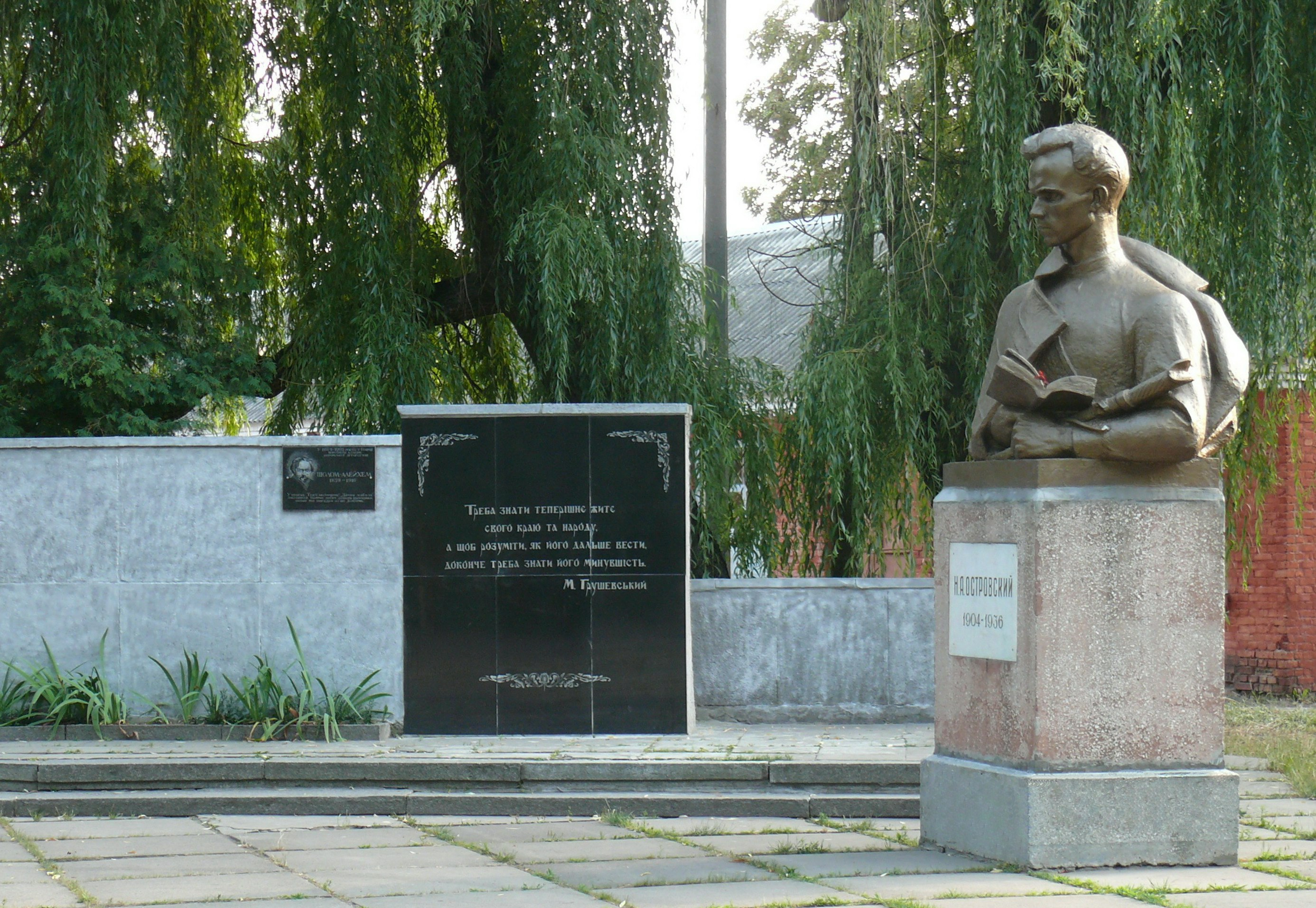
Tượng kỷ niệm

Không nản lòng trước chứng bại liệt và mù của mình, năm 1930, ông bắt đầu viết cuốn tiểu thuyết đầu tiên, Thép đã tôi thế đấy, cuốn sách sau này trở nên nổi tiếng và có ảnh hưởng to lớn đến lý tưởng của các thanh niên thời bấy giờ. Ông cũng viết bài cho các tờ báo, tạp chí cộng sản; và nói thường xuyên trên đài phát thanh. Vào tháng 4 năm 1932 ông trở thành thành viên của chi nhánh Moskva của Hiệp hội các nhà văn vô sản và vào tháng 6 năm 1934, ông gia nhập Hội nhà văn Liên bang Xô viết. Vào ngày 01 tháng 10 năm 1935, ông được trao Huân chương Lenin.
Ostrovskyi qua đời trong bệnh tật vào ngày 22 tháng 12, năm 1936, ở tuổi 32, khi chưa kịp hoàn thành cuốn tiểu thuyết thứ hai của mình, Sinh ra trong bão táp.

## Tư tưởng
Ông đã từng viết rằng "Suốt ba năm nay tôi luôn đấu tranh giành giật lấy sự sống, mỗi lần bị quật ngã tôi lại cảm thấy nản chí. Nếu trong con người tôi chưa hình thành một quy tắc bất di bất dịch là phải đấu tranh đến hơi thở cuối cùng thì có lẽ tôi đã cho mình một viên đạn từ lâu".
Ông được xem là biểu tượng sống của niềm tin và nghị lực vươn lên trong cuộc sống của nhiều thế hệ thanh niên trên thế giới và trong đó có cả thanh niên Việt Nam thập niên 1960, 1970 và 1980.

## Tác phẩm
- 1927: Trung đoàn Kotovsky
- 1930-34: Thép đã tôi thế đấy !
- 1936: Ra đời trong bão táp

## Vinh danh

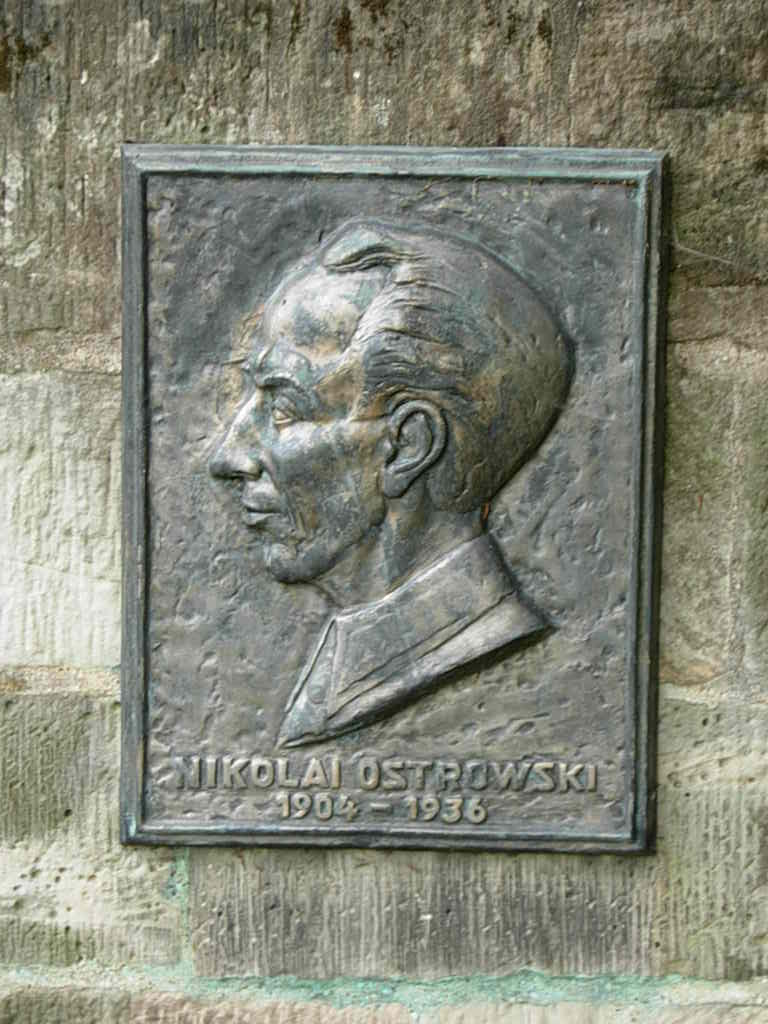
Настенный памятный знак в г. Экартсбург (Eckartsburg), Германия.
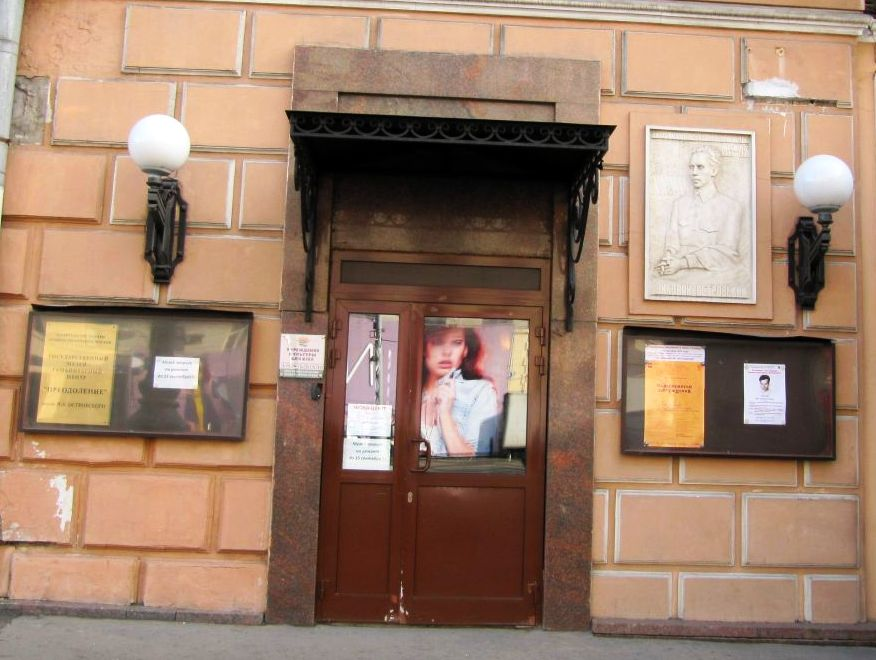
В этом доме в 1935-1936 годах жил и творил Николай Алексеевич Островский. Теперь здесь музей. Москва, Тверская ул., 14.
Памятный знак на доме-музее Н.А.Островского в Москве.Памятный знак на доме-музее Н.А.Островского в Москве.
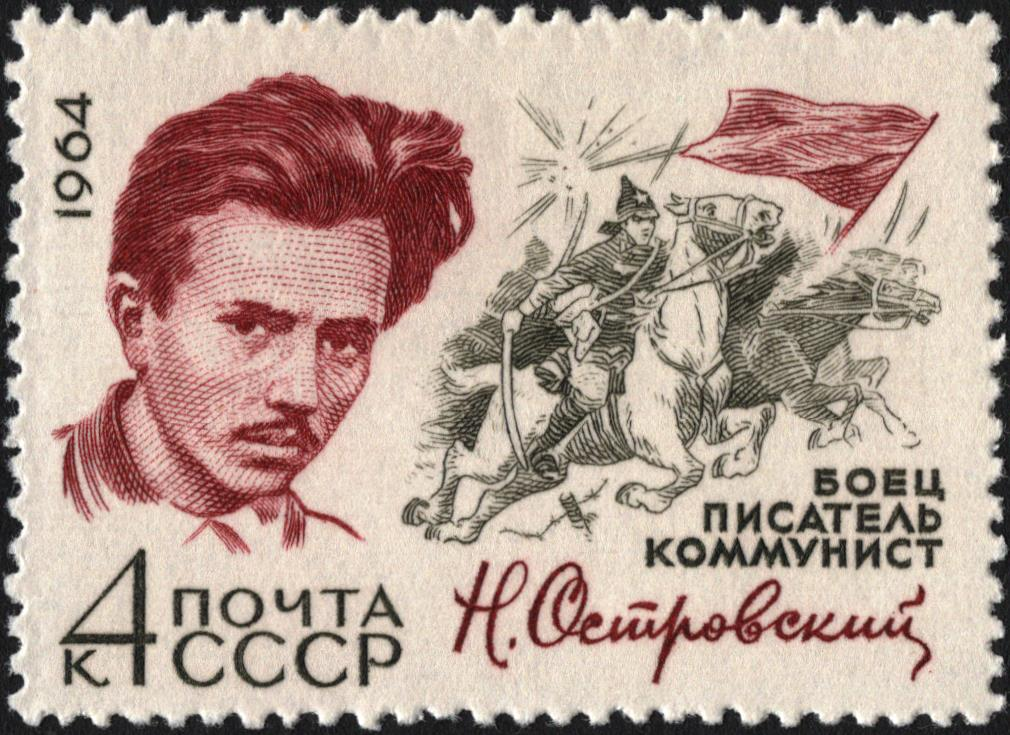
Почтовая марка СССР, посвящённая Н. Островскому.
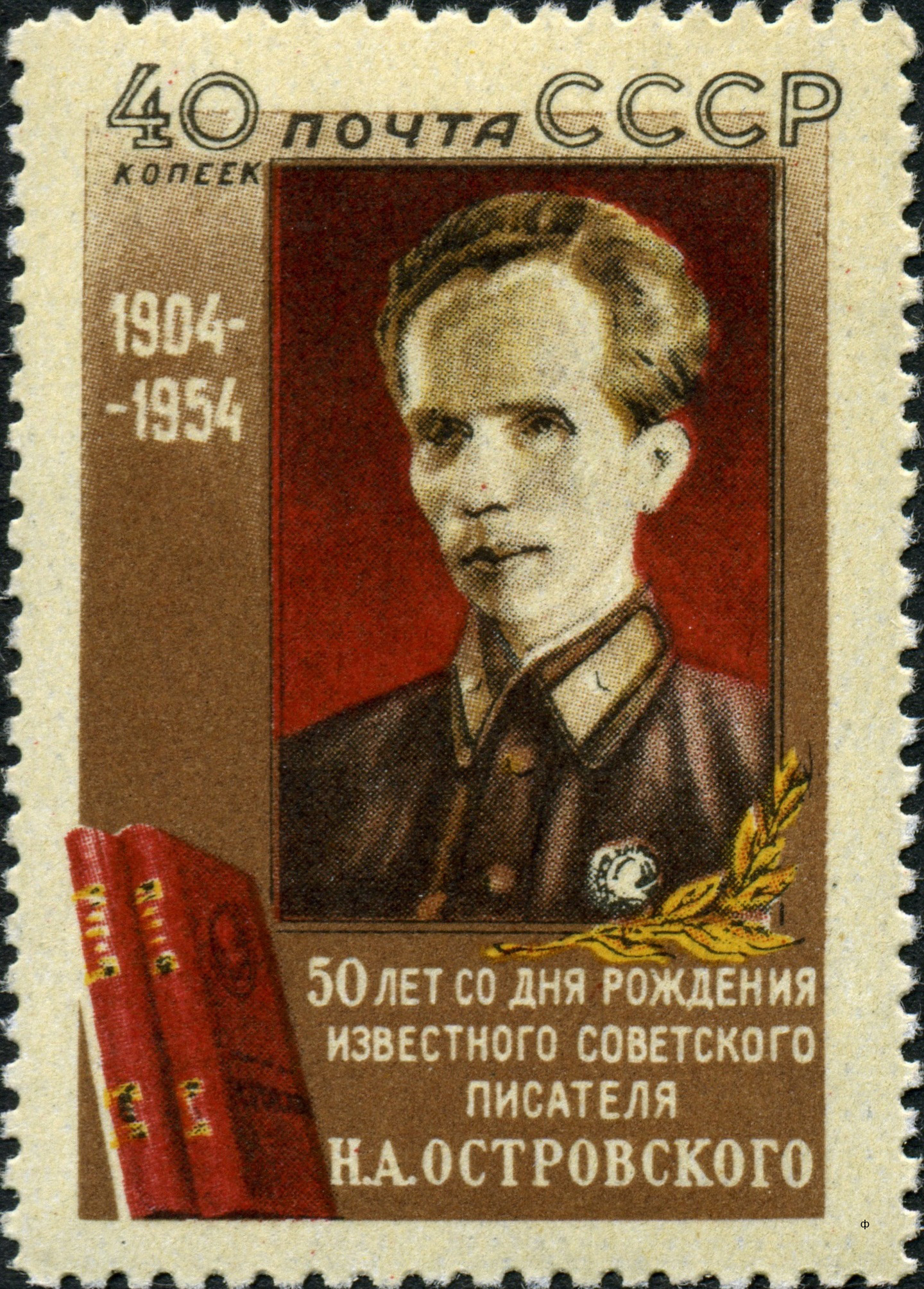
Почтовая марка СССР «50-лет со дня рождения Н. Островского».